# Caplopa sordida
Caplopa sordida är en insektsart som beskrevs av Carl Stål 1854. Caplopa sordida ingår i släktet Caplopa och familjen dvärgstritar. Inga underarter finns listade i Catalogue of Life.